# Фернандо Португал
Фернандо Португал (енгл. Fernando Portugal; 4. септембар 1981) бразилски је рагбиста и репрезентативац, који тренутно игра за рагби клуб Сан Хозе. Са овим клубом је три пута освајао титулу шампиона Бразила. 2005, прешао је у италијански РК Сењи. Један је од првих бразилских рагбиста, који су заиграли рагби на професионалном нивоу. Играо је и за рагби 7 репрезентацију Бразила и за рагби 15 репрезентацију Бразила.